# Артиллерийская улица (Пушкин)
Артиллерийская у́лица — улица в городе Пушкине (Пушкинский район Санкт-Петербурга). Проходит от Павловского шоссе до Кадетского бульвара.

## История
Название Артиллерийская улица связано с тем, что в доме 10 находились казармы Офицерской артиллерийской школы стрельбы. Топоним был присвоен 1 апреля 1832 года. Первоначально улица проходила от Павловского шоссе до Гусарской улицы.
23 апреля 1923 года улицу переименовали в Красноарме́йскую — в честь Красной армии и в связи с новой советской терминологией. Ранее (с 4 сентября 1919 года до 23 апреля 1923 года) Красноармейским был Кадетский бульвар.
В 1960-х годах был упразднён участок от Кадетского бульвара до Гусарской улицы. Тем не менее до сих пор проезд, проходящий по южной границе Софийской площади (от Огородной до Гусарской улицы), на некоторых картах и указателях по ошибке подписывают Артиллерийской улицей. Например, указатель с Артиллерийской улицей висит на Гусарской улице.
7 июля 1993 года историческое название — Артиллерийская улица — было возвращено.

## Перекрёстки
- Павловское шоссе
- улица Радищева
- Кадетский бульвар